# Diepe Dolte
De Diepe Dolte (Fries en officieel: Djippe Dolte) is een kanaal in de Friese stad Workum.
Aan de oostzijde van Workum gaat de Workumertrekvaart in westelijke richting na de Noorderbrug (Noarderbrêge) in de straat Algeraburren verder als Diepe Dolte. Het kanaal kruist de Beginebrug, loopt langs de 11Fountains-fontein Woeste leeuwen en kruist de Kettingbrug in de straat Lynbaen. In zuidelijke richting is er verbinding met de Burevaart. Het gedeelte van de Burevaart tot de Workumertrekvaart maakt deel uit van de route van de Elfstedentocht. Bij Scheepstimmerwerf "De Hoop" is er in noordelijke richting verbinding met de Dijkvaart naar Makkum. Via de Sluis Workum gaat het kanaal verder als It Soal, dat naar het IJsselmeer loopt. De Diepe Dolte heeft een lengte van ongeveer 1,7 kilometer.

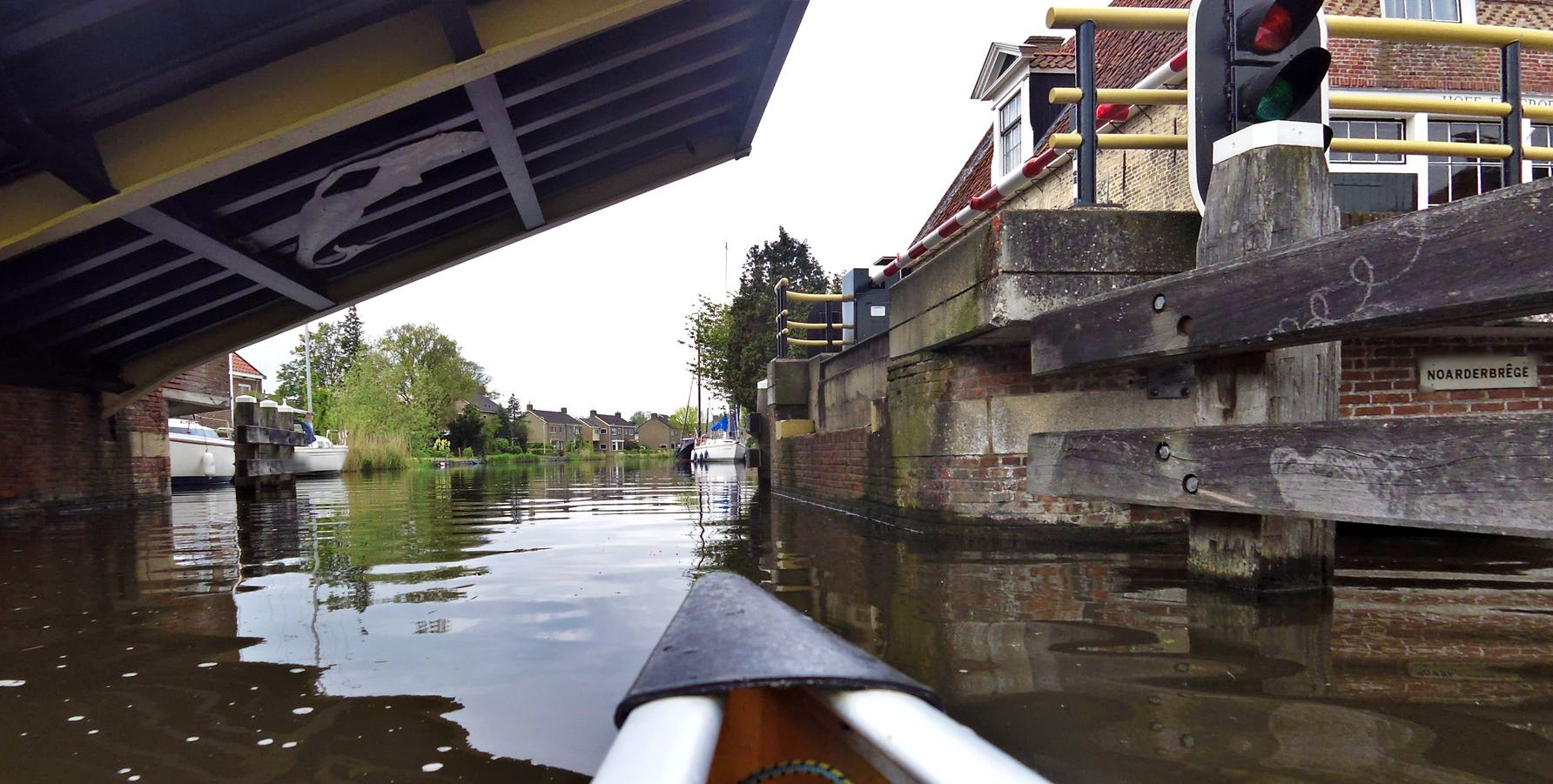
De Noorderbrug met de Diep Dolte in westelijke richting

Zwette · Stadsgracht (Sneek) · Geeuw · Wijddraai · Wijde Wijmerts · Nauwe Wijmerts · Noorder Ee · Ee (Woudsend) · Slotermeer · Slotergat · Slotermeer · Luts · Van Swinderenvaart · Spookhoekstervaart · Rijstervaart · Oud-Karre · Johan Frisokanaal · Morra · Johan Frisokanaal · Noorderdijkvaart · Het Wijd · De Gronzen · Indijk · Zijlroede (Hindeloopen) · Oude Oostervaart · Dijkvaart · Horsa · Burevaart · Diepe Dolte · Workumertrekvaart · Het Kruiswater · Stadsgracht (Bolsward) · Witmarsumervaart · Harlingervaart · Bolswardervaart · Zuidoostersingel · Noordoostersingel · Noordergracht (Harlingen) · Van Harinxmakanaal · Sexbierumervaart · Noordergracht (Franeker) · Dongjumervaart · Ried · Berlikumerwijd · Moddergat · Wierzijlsterrak · Blikvaart · Zuidhoekstervaart · Ouwe Rij · Leistervaart · Finkumervaart · Dokkumer Ee · Het Kleindiep · Dokkumer Ee · Oudkerkstervaart · Murk · Ouddeel · Bonkevaart (finish)